# Gare Rosa-Parks
La gare Rosa-Parks,, auparavant  nommée Évangile en raison de sa situation à proximité de la rue de l'Évangile et de la croix de l'Évangile, est une gare française du nord-est parisien, sur la ligne E du RER, en limite des 18e et 19e arrondissements, à l'étude depuis les années 1990,, mise en service le 13 décembre 2015. Elle se trouve à côté de la gare d'Est-Ceinture qui était une petite gare voyageurs située sur la ligne de Petite Ceinture. Son esplanade, du côté nord, porte le nom de parvis Rosa-Parks.

## Situation ferroviaire
La gare Rosa-Parks est située au point kilométrique (PK) 2,490[réf. nécessaire] de la ligne de Paris-Est à Mulhouse-Ville, entre les gares ouvertes de Paris-Est et de Pantin (s'intercale, vers cette dernière, celle fermée d'Est-Ceinture). C'est en direction de Paris que les deux voies desservant les quais de Rosa-Parks et réservées au trafic des trains de la ligne E du RER s'enfoncent sous terre pour atteindre la gare de Magenta, par le tunnel du raccordement dit de la ligne EOLE à la ligne Paris – Mulhouse.

## Histoire

### Projet
Le projet de Contrat de plan État-région 2007-2013, qui reprend des perspectives du précédent contrat de plan, prévoit une inscription budgétaire de 84,2 millions d'euros (dont 55,70 payés par la région Île-de-France), afin de permettre la création d'un grand pôle multimodal Rosa Parks près de la rue Gaston-Tessier, comprenant une future gare du RER E et permettant une correspondance avec les tramways de la ligne des Maréchaux nord et ceux de la ligne T8, tout en desservant le pôle majeur de développement qu'est la zone d'aménagement dite « Paris Nord-Est ».
La gare prévue se situe un peu au sud-ouest de l'intersection avec la ligne de Petite Ceinture, aujourd'hui peu utilisée, mais, offrant une correspondance potentielle si elle devait un jour être rouverte au trafic régulier.
Ce projet, estimé à millions d’euros aux conditions économiques de 2008, est inscrit au contrat de projets État-Région 2007-2013. Le coût de l'opération est réparti entre la région Île-de-France (51,24 %), la Ville de Paris (25,68 %), l'État (22,66 %) et RFF (0,42 %).
Initialement l'ouverture de la gare était prévue pour 2014, mais le dossier d'objectifs et de caractéristiques principales (DOCP) relatif au prolongement à l'ouest a laissé entrevoir un retard d'un an pour l'ouverture de la gare : « Le retournement des trains en gare d'Évangile fait partie intégrante du projet de prolongement du RER E à l'ouest. En outre, afin de limiter les nuisances dues aux travaux, sa réalisation est souhaitée pour la livraison de la gare en 2015. » Confirmation de ce retard d'un an a été donnée à l'occasion de l'enquête publique qui s'est déroulée du 14 juin au 16 juillet 2010.
Le trafic escompté est de 85 000 voyageurs par jour.

### Dénomination de la gare
Jusque 2011, le projet était nommé gare Évangile, en référence à la rue de l'Évangile et de la croix de l'Évangile qui la jouxte. En étroite relation avec la question des transports, le nom de Rosa Parks est donné à la station de tramway toute proche. « Nous voulions donner au moins 50 % de noms féminins. On a parfois beaucoup débattu, notamment avec la RATP, qui privilégie les noms de lieux déjà existants, mais pour Rosa Parks, il y a eu consensus : cela s'impose pour une station de tramway, c'est un symbole fort » rappelle la députée Annick Lepetit, qui était alors adjointe de Bertrand Delanoë chargée des transports. Appelés à se prononcer sur dix noms, les habitants des logements de la cité Curial placent en tête le nom d'un médecin du quartier, Bernard Tétu, nom suivi de peu par Rosa Parks. « On a eu alors l'idée de switcher le nom d'Évangile par celui de Rosa Parks, qui faisait consensus et qui avait du sens » explique le cabinet de François Dagnaud, maire du 19e arrondissement. Le STIF valide ce choix. Largement adopté, ce nom se retrouve dans le nom du conseil de quartier Rosa-Parks/Macdonald et dans celui du centre social du quartier.

### Objectifs
La gare a pour buts : 
- de desservir le quartier de la rue de l'Évangile, ainsi que celui de la porte d'Aubervilliers, jusqu'alors particulièrement mal desservis par les transports en commun ;
- d'assurer la correspondance avec le tramway de la ligne T3b en service depuis décembre 2012 et à terme avec le tramway de la ligne T8 (à terme, cette gare deviendra un pôle multimodal) ;
- d'accompagner la mise en œuvre du projet de rénovation urbaine du nord-est parisien, qui prévoit 25 000 emplois et 10 000 habitants supplémentaires à terme dans le quartier[13] ;
- de relier les quartiers de la porte d'Aubervilliers et de la rue d'Aubervilliers / Rue Gaston-Tessier, séparés par les importantes coupures ferroviaires du faisceau de la gare de Paris-Est et de la ligne de Petite Ceinture, ainsi que par l'entrepôt Macdonald.

### Aménagements envisagés

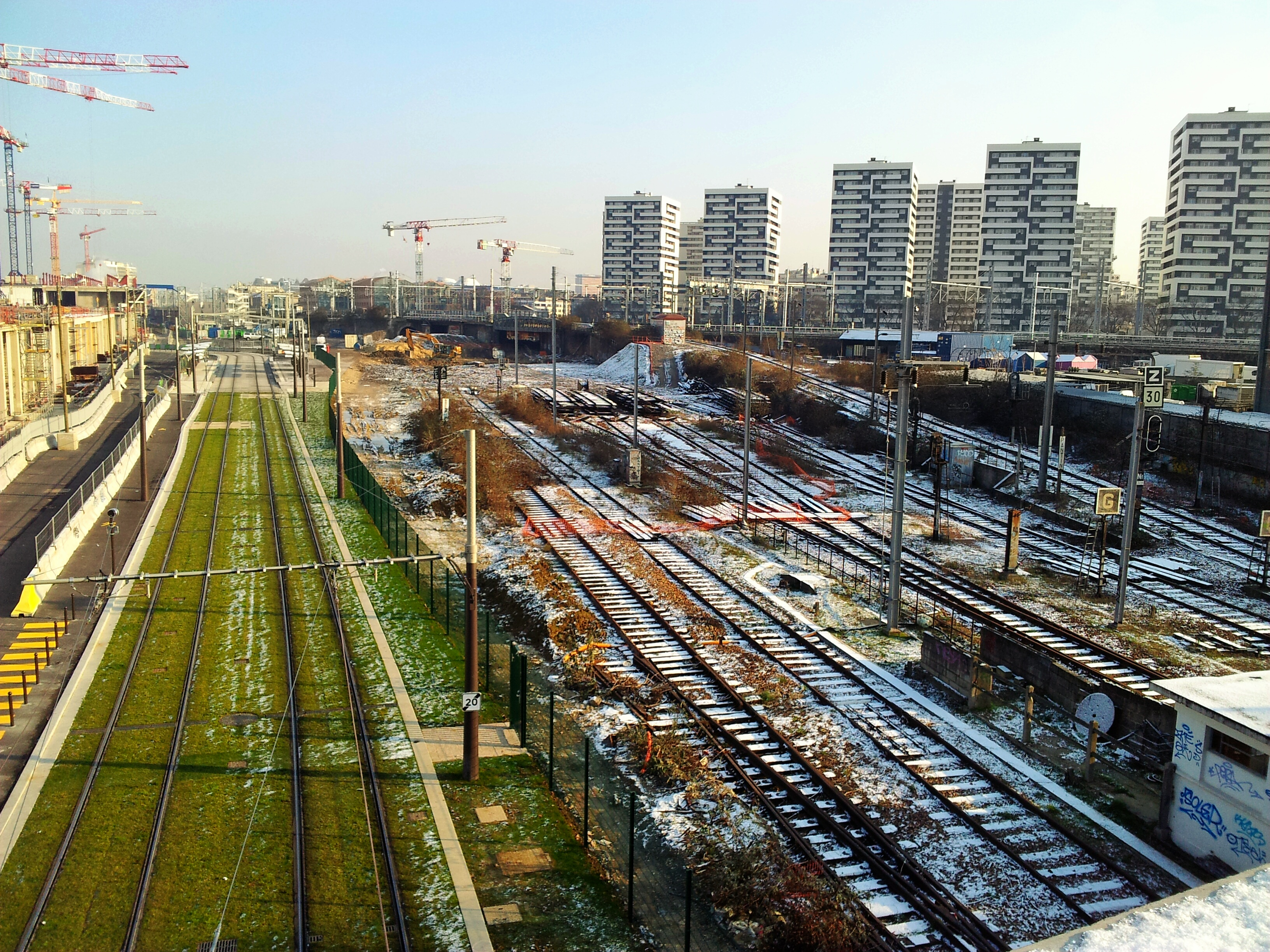
Vue vers la future gare (janvier 2013) : à gauche l'entrepôt Macdonald en travaux, et les voies du tramway T3b avec la station Rosa Parks au loin ; à droite les voies de la petite ceinture (en partie déferrées) puis la voie de liaison avec les voies de Paris-Est (que l'on distingue au loin passant par-dessus celles de la ceinture) ; en bas à droite le poste d'aiguillage de l'Évangile.

Le pôle multimodal est constitué par un vaste passage urbain passant :
- sous le faisceau principal des voies de la gare de Paris-Est, situées à 8 m environ au-dessus du sol naturel ;
- au niveau des 4 voies et des installations de la ligne de Petite Ceinture, situées également en remblai, mais moins hautes que les voies de la ligne de l'Est ;
- et, au niveau du sol naturel, par le parvis Rosa-Parks, et traversant l'entrepôt Macdonald via la rue Cesária-Évora et le passage Susan-Sontag pour atteindre le boulevard Macdonald.

Ce passage urbain dessert le bâtiment voyageurs situé sous le quai central desservant les 2 voies RER donnant également accès à deux voies de tiroir destinées à permettre la création du terminus de la branche vers la banlieue ouest de la RER E, prolongée en 2026 .
Entre la Petite Ceinture et l'entrepôt Macdonald, seront installés la station de tramway pour le T3b et, quand il sera prolongé, pour le T8. Toutefois, des dispositions seront prises afin de garantir la possibilité de raccorder la ligne de tramway T8 à la ligne de Petite Ceinture, s'il était décidé de la prolonger à nouveau vers le sud-est en utilisant l'infrastructure de celle-ci.
Afin de réduire le bruit ferroviaire auquel est soumis le voisinage, il est prévu de réaliser deux bâtiments de part et d'autre des deux faisceaux ferroviaires, qui formeraient ainsi des écrans acoustiques protégeant notamment les tours de la Cité Michelet.
Conformément à la réglementation en vigueur, les installations sont totalement accessibles aux personnes handicapées ou à mobilité réduite, depuis la rue jusqu'au train ou au tramway. Cela a impliqué la création d'ascenseurs entre la salle des billets et les quais, en plus des escaliers et des escalators.

### Calendrier du projet

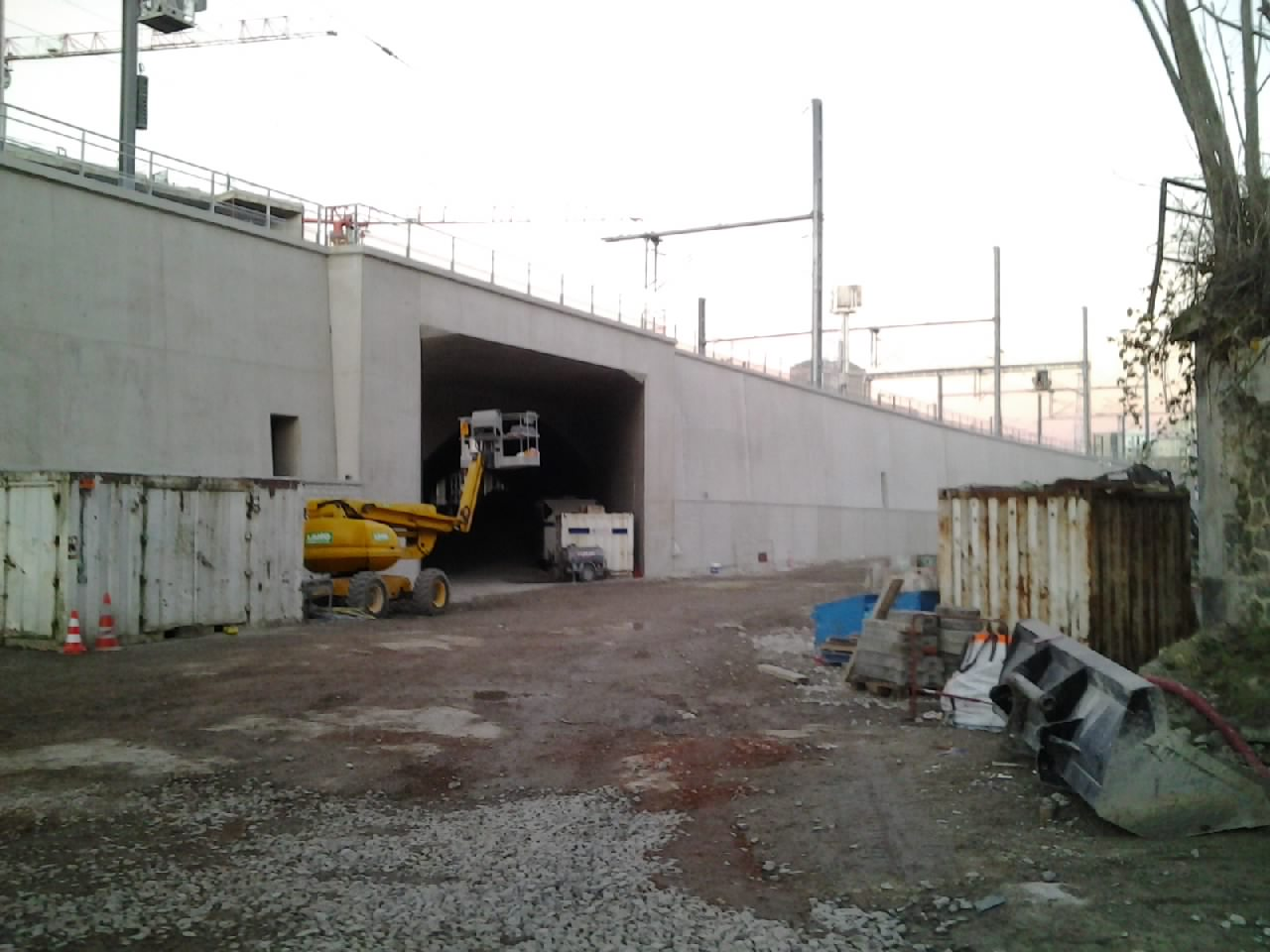
La gare en décembre 2013 (côté Rue Gaston Tessier).

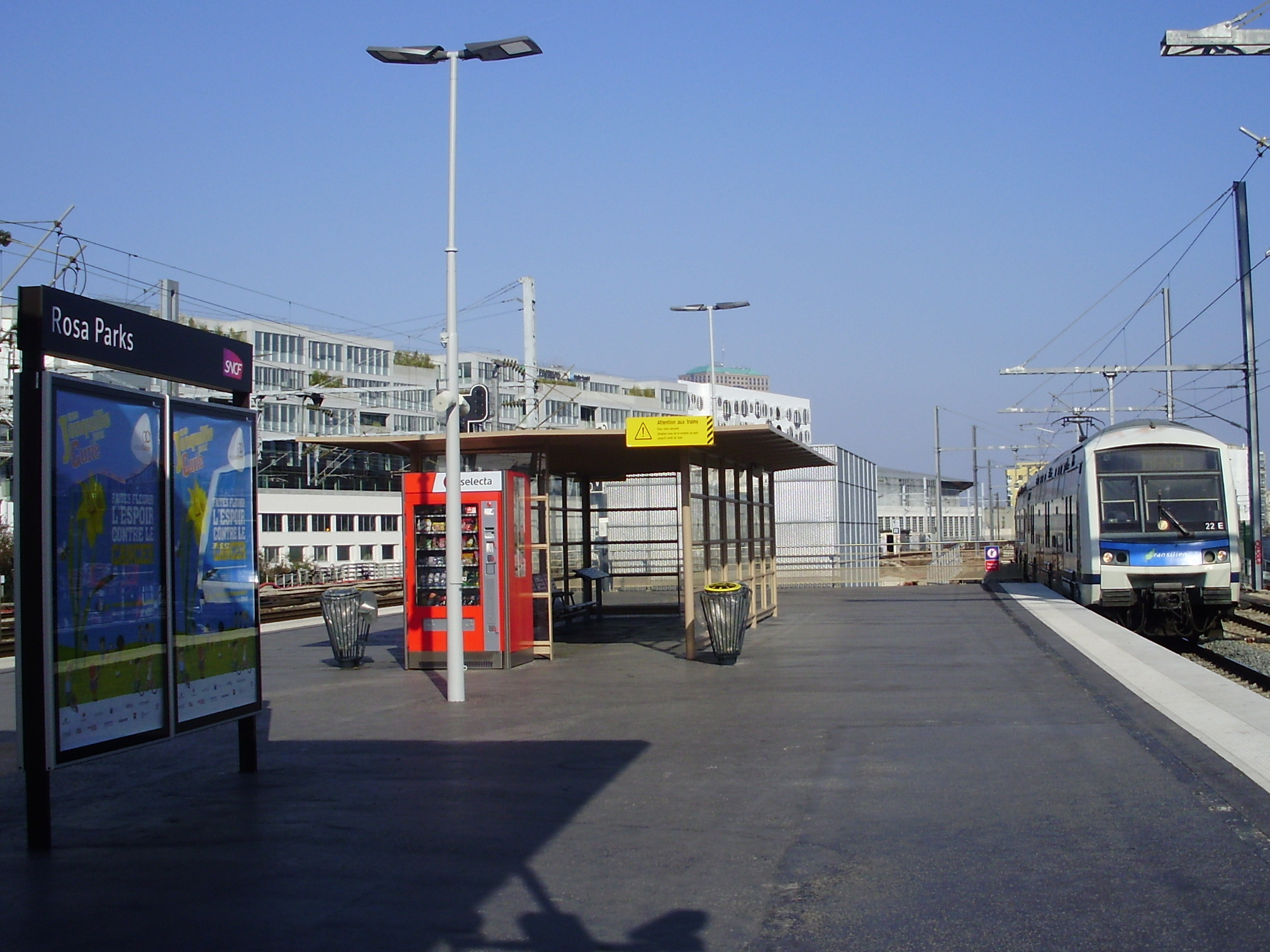
Rame Z 22500 arrivant à la gare et se dirigeant vers Haussmann - Saint-Lazare.

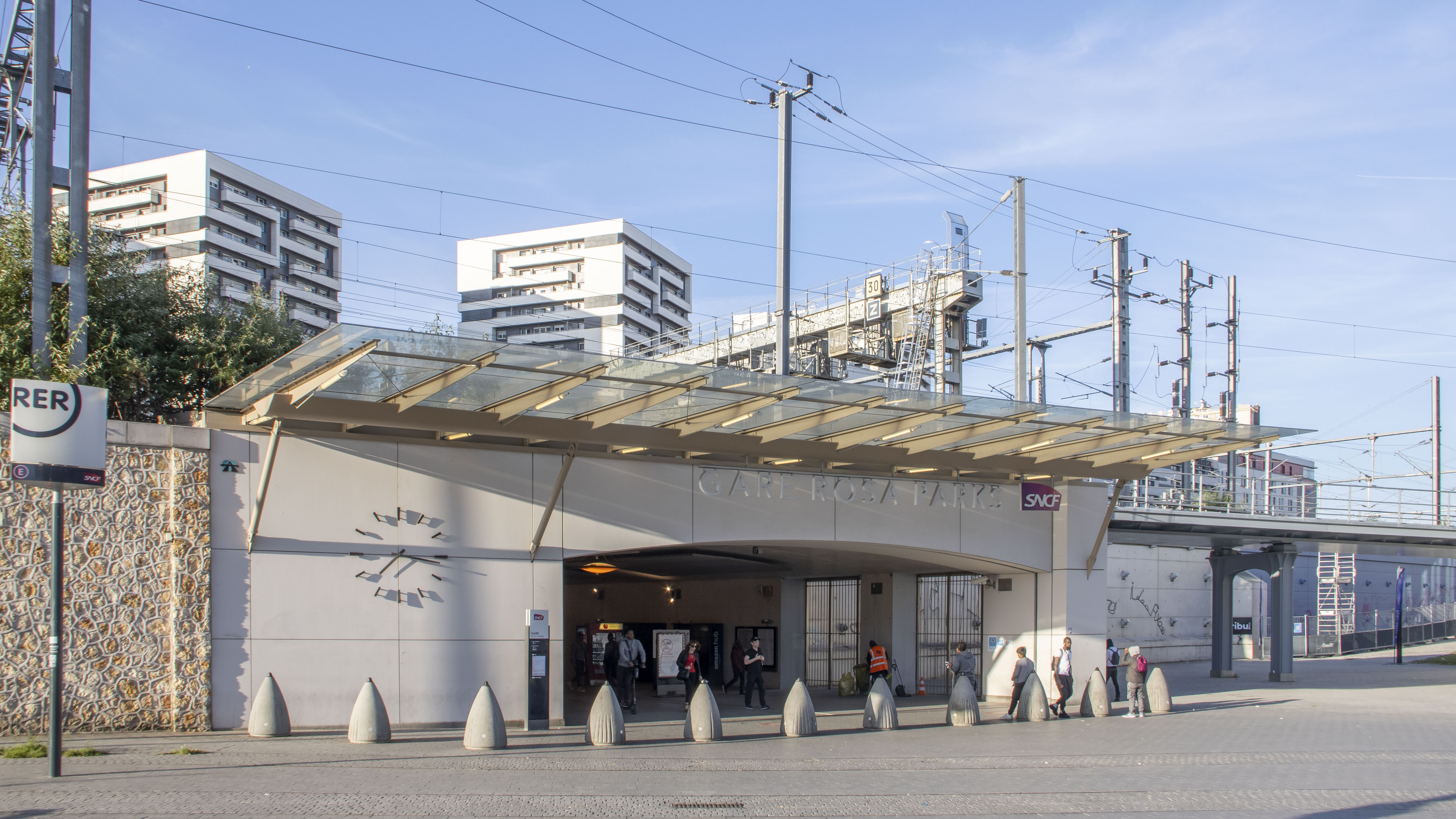
Entrée de la gare du côté nord, sur le parvis Rosa-Parks, devant l'arrêt de tramway de la ligne T3b.

- 1989 : mention d'une gare près de la Porte de la Villette dans le schéma de principe du projet EOLE, destinée à permettre la création d'un terminus partiel des rames venant de la banlieue ouest ;
- années 1990 : positionnement de cette gare dans le quartier Évangile, manquant de transports collectifs et concerné par des projets urbains ;
- 1994 : mention d'une gare dans le secteur dans le SDRIF, comme élément de maillage avec le projet de transport en commun en site propre de La Plaine Saint-Denis élargie (aujourd'hui : T8) ;
- 1999 – Contrat de plan État-région : inscription de 30,49 millions d'euros pour le projet ;
- 2004-2005 – Dossier JO Paris 2012 : gare Évangile, comme élément majeur de la desserte de l'est parisien ;
- 2007 : projet de Contrat de plan État-région : inscription de 84,2 millions d'euros pour le financement du projet ;
- 19 février - 17 mars 2007 : concertation préalable[15] ;
- 2007-2008 : élaboration du schéma de principe et tenue de l'enquête publique ;
- 2009 : approbation de l'avant-projet ;
- 14 juin au 16 juillet 2010 : enquête publique[16] ;
- Septembre 2010- Avril 2011 : études de projet[16] ;
- 2011 : le STIF décide que la gare, jusqu'ici nommée Évangile, portera le nom de Rosa Parks du nom de la couturière qui devint une figure emblématique du mouvement américain des droits civiques[2] ;
- 9 décembre 2011 : début des travaux[17] ;
- Du 15 au  20 janvier 2014 : travaux de mise en place du passage urbain de la gare[3] ;
- 3 octobre 2015 : dans le cadre de la Nuit blanche 2015, le collectif sinato+ARCHIEE+Izumi Okayasu investit le tunnel piétonnier de la gare, exceptionnellement ouvert au public[18] ;
- 13 décembre 2015 : à l'occasion du passage annuel aux nouveaux horaires de train sur le réseau national SNCF, la gare est mise en service. En raison de l'état d'urgence en France, aucune manifestation officielle n'est organisée. La première rame entre en gare à 12 h 04 en provenance de Tournan[19] ;
- 6 février 2016 : inauguration officielle en présence du Premier ministre Manuel Valls[20].

### Acteurs du projet
Ont participé au projet : la Région Île-de-France, la Ville de Paris, le Syndicat des transports d'Île-de-France, la SNCF, l'ancien établissement public Réseau ferré de France et l'État.

### Fréquentation
Selon les estimations de la SNCF, la fréquentation annuelle de la gare figure dans le tableau ci-dessous.
| Année     | 2022       | 2019      | 2018      | 2017      | 2016      |
| --------- | ---------- | --------- | --------- | --------- | --------- |
| Voyageurs | 11 987 483 | 9 038 087 | 9 029 393 | 9 065 994 | 8 923 180 |

## Service des voyageurs

### Accueil

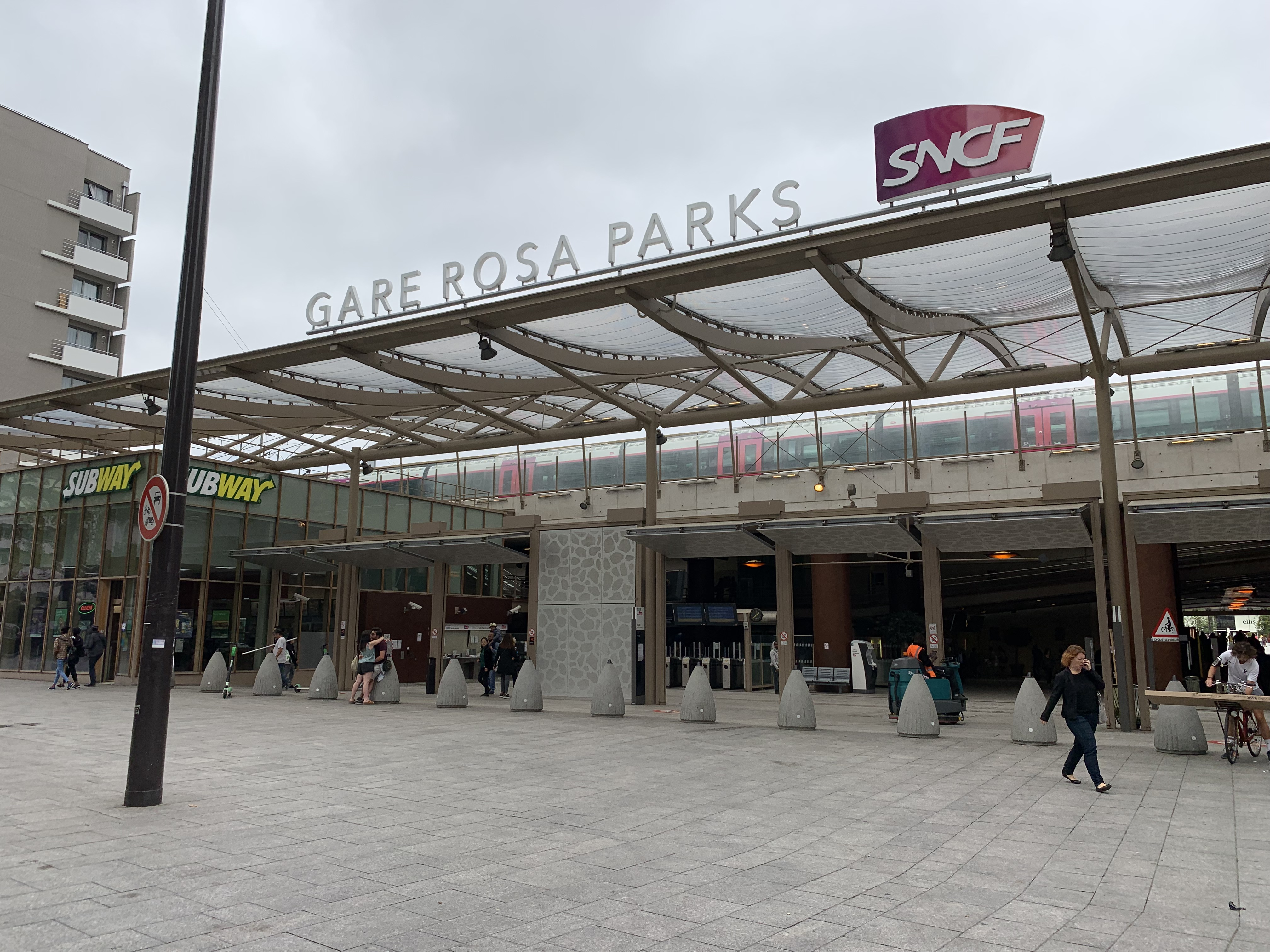
Entrée sud de la gare et la sandwicherie.

À l'intérieur du bâtiment voyageurs, des stands sont présents depuis septembre 2019. Il y a aussi un guichet, des automates Île-de-France et des automates grandes lignes. Une supérette permet également l'achat de nourriture et quelques produits du quotidien. Une sandwicherie Subway est installée à gauche de l'entrée sud. 

### Desserte
À son ouverture en 2015, la gare est desservie par tous les trains de surface du RER, en provenance ou en direction d'Haussmann - Saint-Lazare. La fréquence est d'un train toutes les quatre minutes dans chaque sens aux heures de pointe.

### Intermodalité

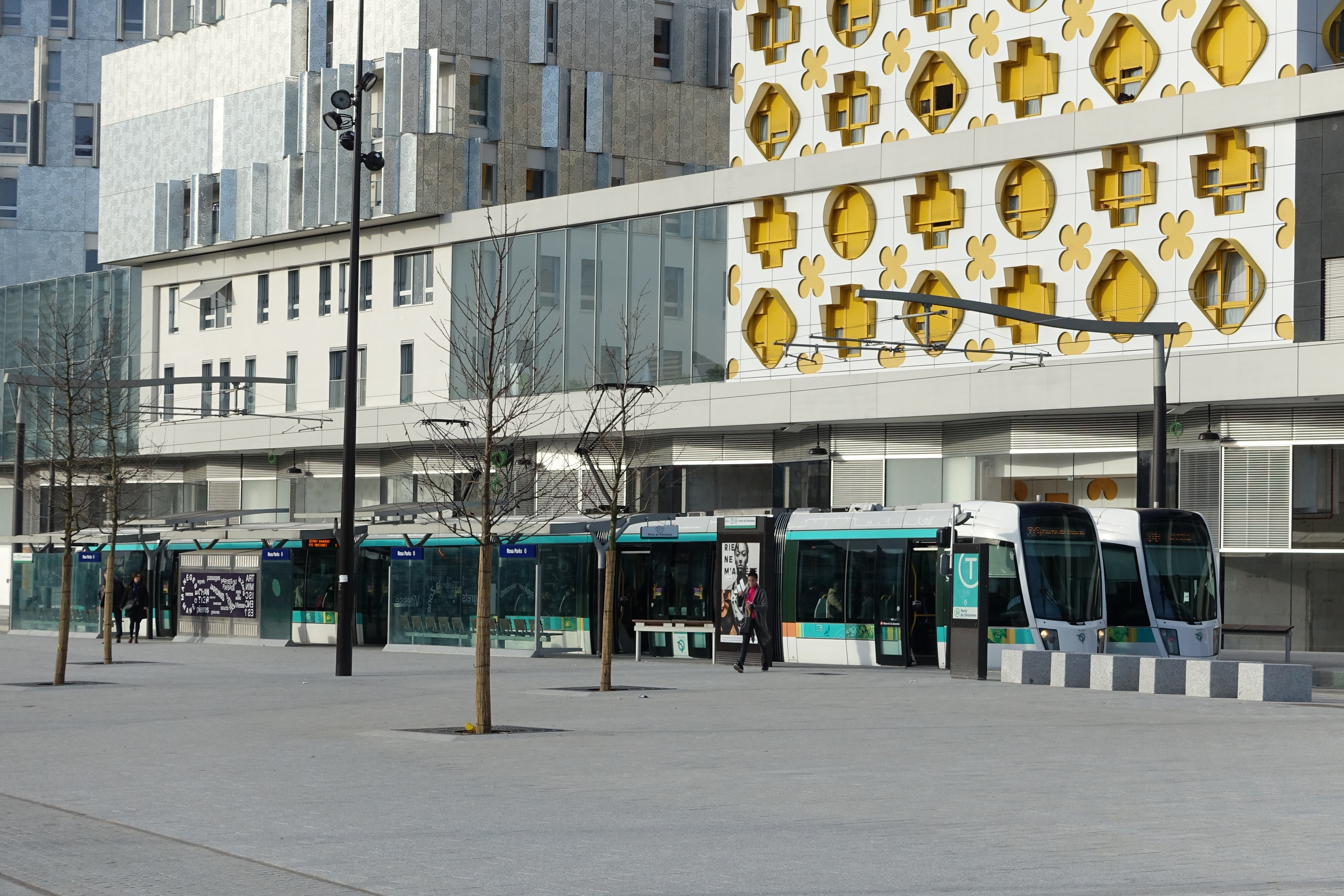
L'arrêt de la ligne de tramway.

La gare est desservie par la ligne 3b du tramway d'Île-de-France, par les lignes 35, 45, 54, 60 et 239 du réseau de bus RATP et, la nuit, par la ligne N140 du réseau Noctilien.
À terme, la gare pourrait également être desservie par le prolongement au sud du tramway de la ligne T8. En effet, en octobre 2013, le STIF a approuvé la convention de financement d’études préalables pour le prolongement du T8 vers Paris, entre Saint-Denis et la gare Rosa-Parks, pour un montant de 380 000 euros. Ces études porteront notamment sur l’insertion du tramway, le coût du projet et les mesures conservatoires pour faciliter sa réalisation. Une concertation publique a lieu du 9 septembre au 26 octobre 2019.

## Street art
Un mur au sud de la gare, rue d'Aubervilliers, longeant les voies ferrées jusqu'au Centquatre-Paris, est consacré à l'art urbain. Il est conçu par l’association RStyle, comme une galerie d’art en plein air. Parmi les artistes de ce qui est en 2015 la plus grande fresque parisienne du genre, on note Kashink, Combo, Vinie, Katiastrophe, Zepha, Module de Zeer, Batsh, Doudou Style, Ernesto Novo et JonOne.

## Bâtiments remarquables et lieux de mémoire
- Îlot fertile : projet urbain lancé dans le cadre de « Réinventer Paris », livré en 2022[29].
- Entrepôt Macdonald.
- La Croix de l'Évangile, dernière croix de chemin de Paris, se situe à l'ouest de la gare.
- L'église Saint-Luc de Paris est accessible directement pour les piétons via les rues Henri-Verneuil (face à la gare, côté sud), Colette-Magny et le passage Wattieaux vers la rue de l'Ourcq.
- Le Centquatre-Paris, établissement culturel de la Ville de Paris, est desservi par la gare via les rues Gaston-Tessier et d'Aubervilliers.